# فرس البحر متعدد الأشواك
فرس البحر متعدد الأشواك (الاسم العلمي: Hippocampus multispinus) (بالإنجليزية: Northern spiny seahorse)‏ هو نوع من الأسماك يتبع جنس فرس البحر من فصيلة زمارات البحر.